# ホイマ県

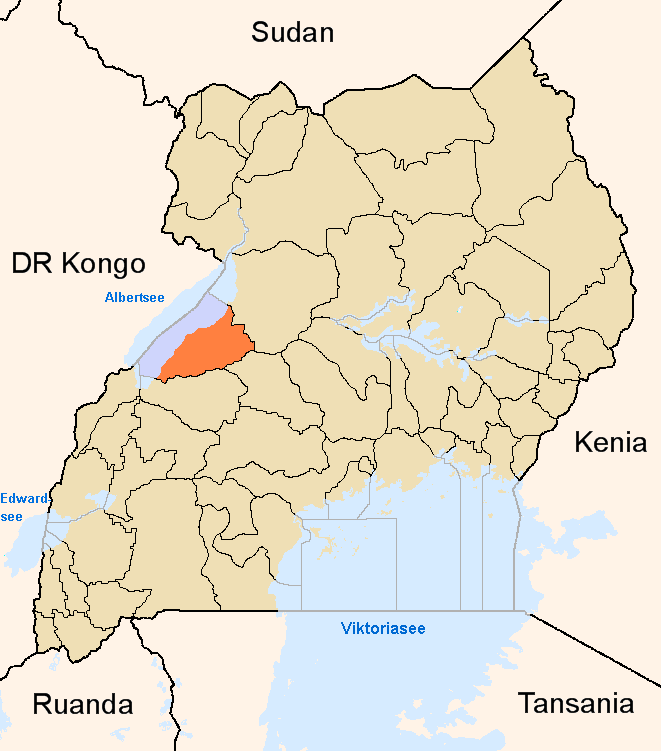
ホイマ県と2001年から2005年の県境

ホイマ県 (ホイマけん、Hoima District) はウガンダの西部地域のブニョロ中部の県。2012年の人口は54万8800人。県都はホイマ。ムウィタンジゲ（アルバート湖）の南東、カフ川の北に位置する。北東部にブガヒャ郡、南西部にブハグジ郡の2郡にブハグジ郡に4、ブガヒャ郡にホイマとキゴロビヤの2TCを含め9の計13の副郡が置かれている。湖岸では漁業が盛んで、水産物がウガンダのコーヒーに次ぐ外貨獲得資源となっているため漁獲量管理のために湖岸管理単位 (Beach Management Unit, BMU) が置かれている。カイソの沖合ではタロー石油による原油の採掘が行われている。知事に相当する第5地域議会 (LC5) 議長はティンカマニェレ・ジョージ。

## 隣接する県
北にブリサ県、マシンディ県、南にキバレ県、南東にブガンダのキボガ県、ムウィタンジゲの対岸にコンゴ民主共和国のイトゥリ州と接する。ホイマとマシンディ、キボガ経由でカンパラ、キエンジョジョは幹線道で結ばれている。

## 脚註
1. 1 2  田原範子「ウガンダ・アルバート湖畔の漁撈と生活 ─BMUの導入と石油発見の影響について─」『四天王寺大学紀要』第46号、2008年9月